# Махізм
Махізм — напрям у філософії та методології науки кінця XIX — початку XX століття, заснований Ернстом Махом і Ріхардом Авенаріусом. Частковим синонімом терміна «махізм» є термін «емпіріокритицизм»: іноді під махізмом розуміється тільки вчення Маха, але не вчення Авенаріуса. Махізм (емпіріокритицизм) вважається другим етапом еволюції позитивізму.